# When You Need Me
"When You Need Me" (em português: "Quando precisares de mim") foi a canção que representou a Irlanda no Festival Eurovisão da Canção 1999 que se disputou a 29 de maio daquele ano, em Jerusalém.
A referida canção foi interpretada em inglês pela banda The Mullans. Foi a décima-sétima canção a ser interpretada na noite do festival, a seguir à canção de Portugal "Como tudo começou", interpretada por Rui Bandeira e antes da canção da Áustria "Reflection, interpretada por Bobbie Singer. Terminou a competição em décimo-sétimo lugar (entre 23 participantes), tendo recebido um total de 18 pontos. No ano seguinte, em 2000, a  Irlanda foi representada por Eamonn Toal que interpretou a canção  "Millennium of Love".

## Autores
- Letrista: Bronagh Mullan
- Compositor: Bronagh Mullan

## Letra
A canção é uma balada romântica, cantada na perspectiva de uma mulher cujo namorado terminou o relacionamento. Ela explica que ela percebe que a ligação deles não tinha dado ("Mas a tola que eu sou / Nunca tentei entender") e implora ao seu amante para outra oportunidade, prometendo que "Quando você precisar de mim eu estarei lá".